# Germán Álvarez Algeciras
Germán Álvarez Algeciras (Jerez de la Frontera, 1848 – Jerez de la Frontera, 1900) è stato un pittore spagnolo, esponente del realismo.

## Biografia
Studiò a Cadice e successivamente andò a Roma a completare la sua formazione, motivo per cui è designato pittore della Scuola spagnola di Roma. Espose a Madrid nel 1874.
Subì l'influsso orientaleggiante di Fortuny.

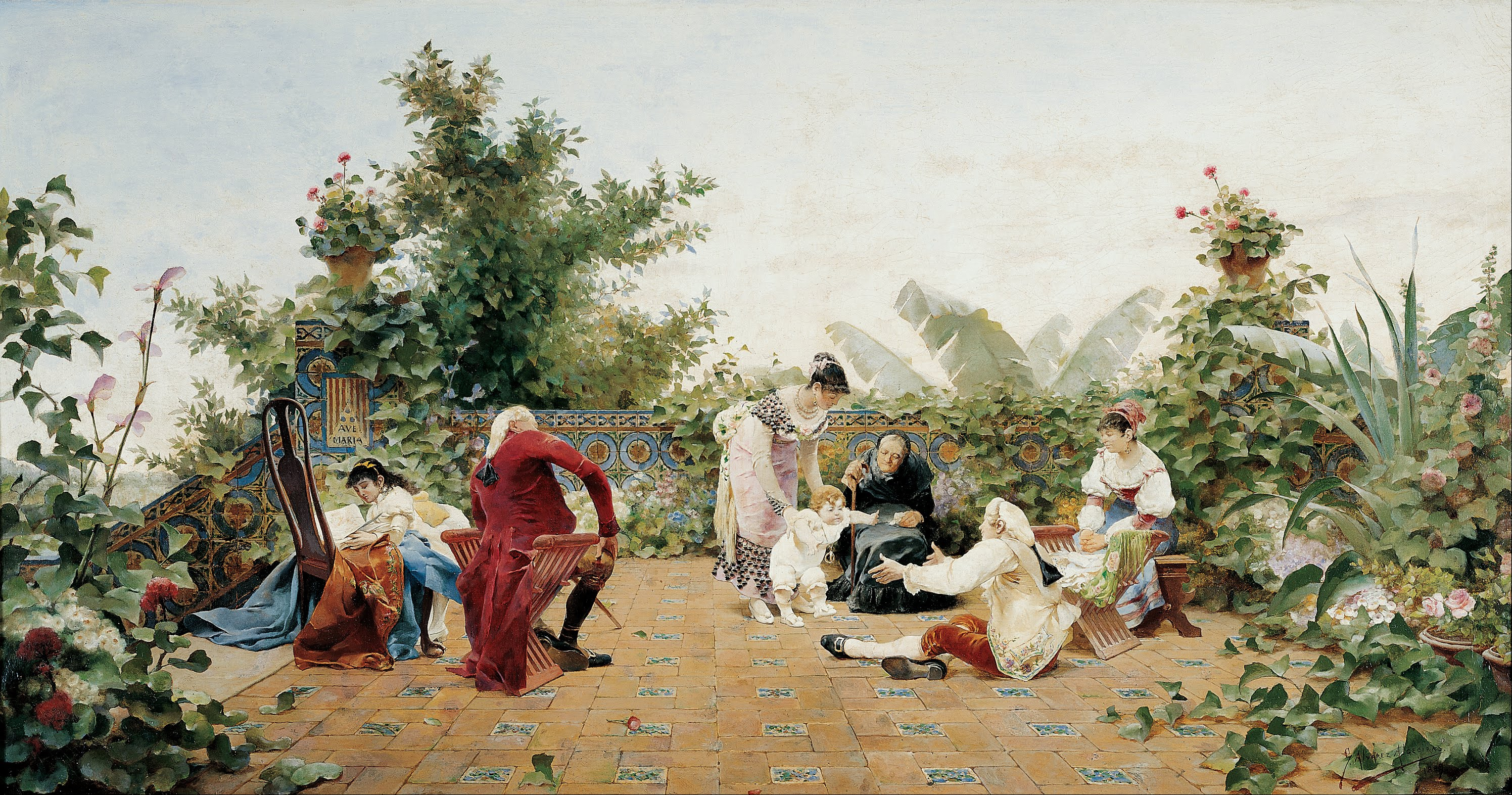
El primer paso 1889

## Opere
- La Vicaria olio su tavola (26 x 20 cm.)
- A spanish picador  olio su tela (34 x 22 cm.)
- immagini, su artnet.com.
- Techo de Palio Pintado (1898)  se conserva en la Iglesia de San Dionisio en Jerez